# Banana Motherfucker
Pour plus de détails, voir Fiche technique et Distribution.
Banana Motherfucker est un film portugais de Fernando Alle et Pedro Florêncio, sorti en 2011.

## Synopsis
Une équipe d'aventuriers dérange les morts dans un cimetière mystique et libère des bananes carnivores qui détruisent le monde.

## Fiche technique
- Titre original : Banana Motherfucker
- Réalisation : Fernando Alle et Pedro Florêncio
- Scénario : Pedro Florêncio
- Photographie : Tiago Augusto
- Son : Pedro Florêncio et Tiago Ferreira Marques
- Montage : Fernando Alle et Pedro Florêncio
- Musique : Luís Henriques
- Production :
- Budget : 750 €
- Pays d'origine : Portugal
- Format : Couleurs - HD - 1,85:1
- Genre : comédie, court métrage, exploitation, fantastique, horreur, film parodique
- Durée : 16 minutes
- Date de sortie : 31 octobre 2011 (Buenos Aires Rojo Sangre Film Festival (en))

## Distribution
- Fernando Alle
- Ana Lúcia Chita
- Pedro Florêncio
- Luís Henriques
- Mário Oliveira
- Miguel Plantier

## Distinctions
- Best International Short au Nevermore Film Festival 2012

## Autour du film
Le film a été projeté pour la première fois au Buenos Aires Rojo Sangre Film Festival (en) le 31 octobre 2011.